# Улица Академика Янгеля (станция метро)
«У́лица Акаде́мика Я́нгеля» — станция Московского метрополитена, расположена на Серпуховско-Тимирязевской линии. Открыта 31 августа 2000 года в ходе продления линии на один перегон от станции «Пражская». Последняя станция, открытая в XX веке.

## История и происхождение названия
Станция открыта 31 августа 2000 года в составе участка «Пражская» — «Улица Академика Янгеля», стала 162-й станцией Московского метрополитена. В процессе строительства станция носила рабочее название «Россошанская», по располагающимся рядом одноимённым улице и проезду. При открытии получила название по располагающейся рядом улице Академика Янгеля, увековечившей имя советского учёного, конструктора ракетно-космической техники Михаила Кузьмича Янгеля (1911—1971).
В 2005 году станцию предлагалось переименовать в «Партизанскую», однако это название в итоге досталось станции «Измайловский парк» на Арбатско-Покровской линии.

## Оформление
Пол выложен белым и чёрным мрамором. Впервые в Московском метрополитене для освещения платформы были использованы натриевые лампы, дающие яркий оранжевый свет, которые впоследствии были заменены на обычные.
«Улица Академика Янгеля» стала первой станцией в Москве, где были смонтированы турникеты принципиально новой конструкции — с прозрачными открывающимися створками типа УТ-2000. Также станция является первой, где были установлены эскалаторы серий Е-25Т, хотя при этом эскалаторы более раннего поколения ЭТ продолжали устанавливаться при замене эскалаторов на старых станциях вплоть до 2004 года.

## Строительство
Сооружена из монолитного железобетона. При постройке перегонного тоннеля от станции «Пражская» установлена новая опытная конструкция пути, позволяющая снизить шум и вибрацию от движения поездов. Для оборота составов за станцией был сооружён пошёрстный съезд, использовавшийся до продления линии к станции «Аннино», после чего были демонтированы рельсы.
Недалеко от станции, с первого пути в сторону станции «Пражская» отходит небольшое ответвление без рельсового полотна. Когда-то оно предполагалось для создания вилочного движения в Бирюлёво, но впоследствии этот проект был отменён.

## Вестибюли
На одном конце в северном подземном вестибюле общая лестница, на другом конце в южном подземном вестибюле — эскалаторы. Станция имеет два подземных вестибюля, выполненных по типовому проекту из стекла, выходящие на Варшавское шоссе, улицы Академика Янгеля и Россошанскую.

## Станция в цифрах
- Глубина заложения — 8 м.
- Пассажиропоток по вестибюлям за сутки (на 2002 год): по входу — 36,9 тыс., по выходу — 38,4 тыс.
- Таблица времени прохождения первого поезда через станцию[3]:

| По чётным числам             | Будние дни | Выходные дни |
| По нечётным числам           | Будние дни | Выходные дни |
| В сторону станции «Пражская» | 05:50      | 05:50        |
| В сторону станции «Пражская» | 06:00      | 06:02        |
| В сторону станции «Аннино»   | 05:44      | 05:47        |
| В сторону станции «Аннино»   | 05:48      | 05:50        |

## Наземный общественный транспорт
На этой станции можно пересесть на следующие маршруты городского пассажирского транспорта:
- Автобусы: м95, е99, с916, с919, с941, 947, с962, 980, 990, с997, н8

Кроме того, в пешеходной доступности располагается конечная остановка трамваев и автобусов «Чертаново Южное», а также железнодорожная платформа Красный Строитель МЦД-2, на которую предусмотрена бесплатная наземная пересадка. 

## Галерея
| - Зал станции 8 января 2015 года - Название станции на путевой стене - Мемориальная табличка - Выход в город - Эскалаторный наклон - Турникеты на вход - Турникеты на выход - Один из входов на станцию |